# دشچنو

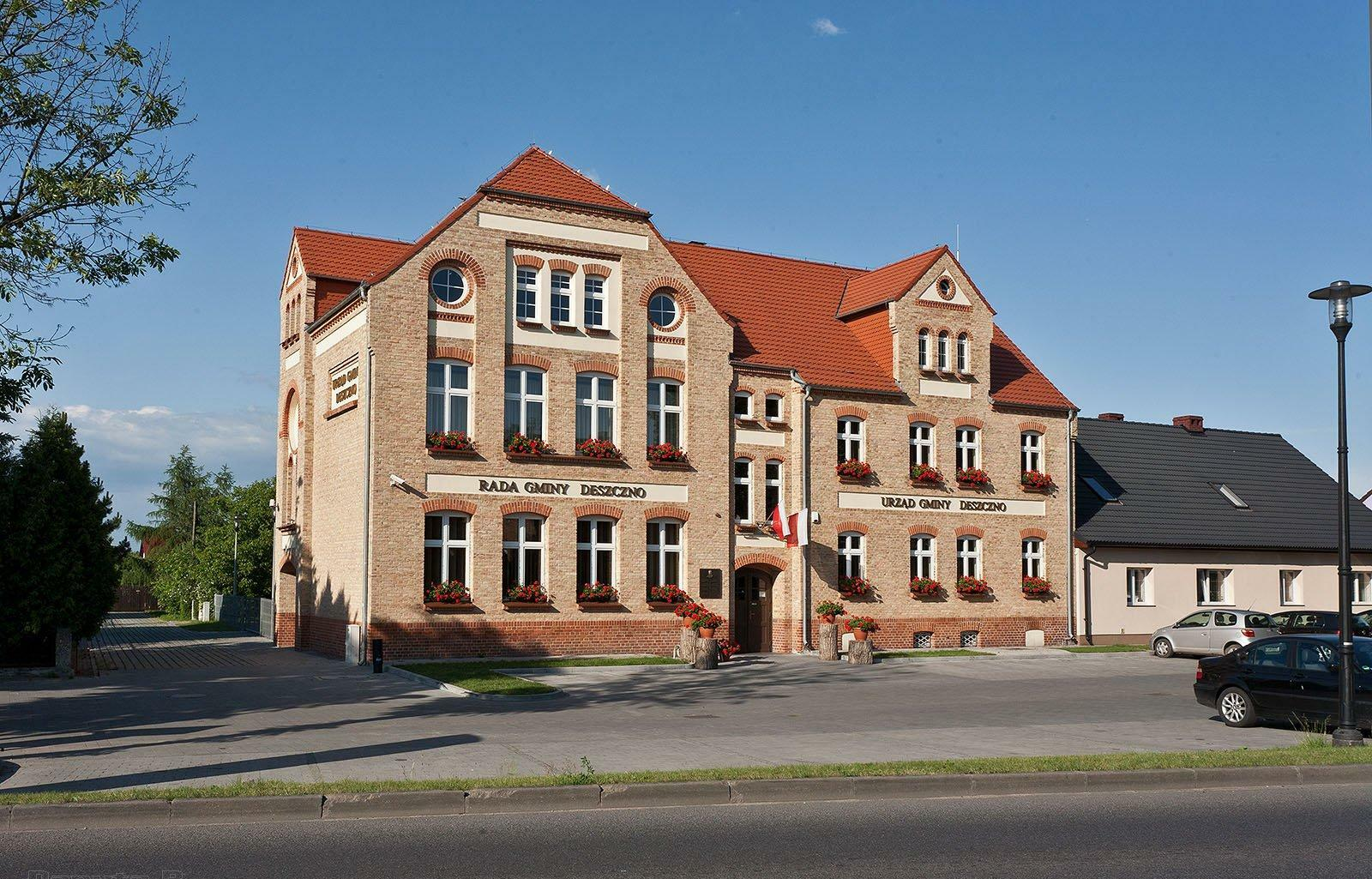
تصویری از روستا

دشچنو (به لهستانی:  Deszczno) یک روستا در لهستان است که در گمینا دشچنو واقع شده‌است. دشچنو ۱٬۱۰۰ نفر جمعیت دارد.